# Piers Lane
Pour les articles homonymes, voir Lane.
Piers Lane AO (Londres, 8 janvier 1958) est un pianiste classique australien. Sa carrière de concertiste l'a mené à jouer dans plus de 40 pays et son répertoire concertant dépasse les 75 œuvres.

## Biographie

### Formation
Piers Lane naît d'un père anglais et de mère australienne qui se sont rencontrés pendant une audition de piano des élèves au Collège Royal de Musique. Bien que né à Londres, Lane grandi à Brisbane. Il travaille avec Nancy Weir et obtient une médaille d'excellence du Conservatoire de Queensland. Il gagne ensuite le prix Margaret Nickson en 1978 et le prix Ruby C. Cooling en 1977 et 1978. Il reçoit ensuite un doctorat honorifique par le conservatoire
Sa carrière publique commence lors de l'inauguration du Concours de piano de Sydney en 1977, au cours duquel il est nommé meilleur pianiste australien (où il est membre du jury lors de l'édition 2004 du concours). Il étudie à l'étranger grâce à une bourse Churchill.

### Carrière
Au cours de sa carrière, Piers Lane a joué des concertos à l'Avery Fisher Hall, Lincoln Center à New York avec l'American Symphony Orchestra sous la direction de Leon Botstein ; le Concerto « Empereur » de Beethoven avec le Queensland Orchestra (qui a reçu le prix Limelight du meilleur orchestre de concert en 2007 ; toujours en concerto, il est apparu avec l'Orchestre symphonique de Birmingham, le London Philharmonic, le Hallé Orchestra et l'Orchestre d'Ulster ; il a aussi donné un récital au Symphony Hall de Birmingham pour la BBC ; une série de trois récitals intitulée Métamorphoses et d'un récital Chopin au Wigmore Hall de Londres. Il s'est également produit dans de nombreux festivals aux États-Unis, au Royaume-Uni, en France, en Allemagne, en Italie et en Scandinavie. Il a également joué avec les orchestres de l'ABC et de la BBC, le Aarhus, le Birmingham, le Bournemouth, le Göteborg et de Nouvelle-Zélande, les Orchestres symphoniques de Hallé, le Philharmonia, le Kanazawa Ensemble et le City of London Sinfonia de Londres, le Royal Liverpool Philharmonic et l'Orchestre philharmonique royal et de l'Orchestre national de France, parmi beaucoup d'autres. Il est soliste pour les Proms de Londres à cinq reprises, au Royal Albert Hall.
Ses engagements en Australie et en Nouvelle-Zélande au cours de l'année 2008, comprennent une deuxième tournée avec Cheryl Barker et son mari le baryton Peter Coleman-Wright pour Musica Viva Australia, des interprétations de concertos à Christchurch et Dunedin et des récitals en soliste à Adelaide, Auckland, Brisbane, Newcastle, Noosa et Perth.
Les récentes collaborations en tant que chambriste incluent une tournée pour Musica Viva Australia, avec l'altiste et compositeur Brett Dean et des concerts avec Anne Sofie von Otter et Bengt Forsberg à Malmö, Stockholm et au Festival de Bergen. Il continue son partenariat de longue date avec le violoniste britannique Tasmin Little par une tournée de récitals au Royaume-Uni.
Depuis 2007, Lane est le directeur artistique du Festival australien de musique de chambre organisé chaque année à Townsville (Queensland).
Lane est une voix bien connue sur BBC Radio 3, puisqu'il a écrit et présenté plus de cent programmes, dont les 54 numéros de la série intitulée Le Piano.

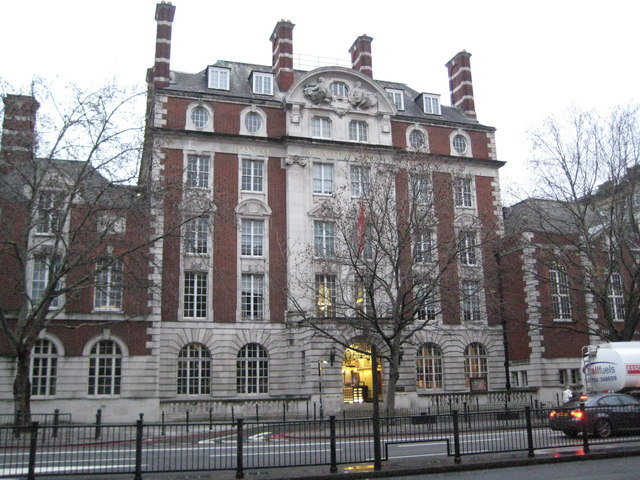
Royal Academy of Music à Londres

En 1994, il est fait membre honoraire de la Royal Academy of Music, où il est professeur de piano depuis 1989. En 2007, il reçoit un doctorat honorifique de l'Université de Griffith, à Brisbane. Lane est le protecteur et partisan actif de la Tait Memorial Trust à Londres, une fondation de bienfaisance destinée à soutenir les jeunes artistes australiens à se produire au Royaume-Uni.
Lane est le directeur artistique de la journée Myra Hess qui a lieu chaque année à la National Gallery de Londres. En 2009, il tenait le même poste pour le Bloch Festival, au Wigmore Hall.
Le 11 juin 2012, Lane a été nommé Officier de l'Ordre d'Australie pour le « service distingué aux arts de la scène en tant que pianiste classique de renommée internationale, aux organisations professionnelles et culturelles et au développement des musiciens émergents. ».
En avril 2015, à la suite de la mort, en février, de son premier directeur artistique, Warren Thomson, Piers Lane, est annoncé comme directeur artistique du Concours de piano de Sydney 2016.

## Discographie
Lane a développé une vaste discographie sur le label Hyperion mais a également enregistré pour EMI, Decca, BMG, Lyrita et la Unicorn-Khanchana. Les dernières gravures chez Hyperion comprennent des concertos d'Eyvind Alnæs et Christian Sinding, un disque Delius de mélodies avec la soprano australienne Yvonne Kenny et un enregistrement des deux quintettes d'Ernest Bloch, avec le quatuor à cordes Goldner, Editor's Choice du magazine Gramophone en décembre 2007 et Dossier du mois du BBC Music Magazine en février 2008. Lane est l'un des rares pianistes ayant enregistré le Concerto pour piano de John Ireland. En 2014, Hyperion publie son enregistrement de l'intégrale de la musique pour piano de Malcolm Williamson, avec, en première mondiale, le quatrième concerto pour piano.

## Sources / Liens externes
- Notices d'autorité :   - VIAF
  - ISNI
  - BnF (données)
  - IdRef
  - LCCN
  - GND
  - Pologne
  - Israël
  - NUKAT
  - Tchéquie
  - WorldCat
- Ressources relatives à la musique :   - AllMusic
  - Carnegie Hall
  - Discogs
  - MusicBrainz
  - Muziekweb
- Piers Lane Site Officiel
- Biographie sur hazardchase.co.uk
- Hyperion Records
- Answers.com